# Булла Карл Карлович
Карл Ка́рлович Булла́ (Карл Оствальд Булла, *1853 або 1855 — †1929) — російський фотограф німецького походження, котрого називають батьком фоторепортажу в Росії.

## Біографія
Карл Освальд Булла народився в Пруссії у місті Леобшютц (зараз - Ґлубчице, Польща) 26 лютого 1855 (за іншими даними 1853 року) в родині купця. Його батько — Карл Освальд Булла, мати — Ганна, уроджена Шефлер. У 1865 році разом з батьками переїхав у Петербург і поступив на службу у фірму по виготовленню й продажу фотоприладів «Дюпант», спочатку посильним, а згодом лаборантом та учнем.
У двадцятилітньому віці Булла відкриває невеличкий завод по виробництву «моментальних сухих бром-желатинових пластин». Ці пластини згодом набули популярності не тільки у Санкт-Петербургу але й у всій Російській імперії. У лютому 1876 Карл Булла подав прохання про натуралізацію і у червні 1876 отримує громадянство Російської імперії.
У 1875 році Булла відкриває свою першу фотографічну студію на Садовій вулиці, 61 і незабаром ставав модним фотографом. Протягом десяти років, він займається портретною павільйонною фотографією. Потім у 1886 він одержав дозвіл Управління поліції Петербурга, яке дозволяло йому робити фотографії поза студією. Однак він не залишав студійну фотографію але став все більше залучений до зйомок міського життя.
У 1894 році Міністерство внутрішніх справ дозволяє друк поштових карток приватного виготовлення. Після чого Карл Булла відкриває друкарню для друку поштових листівок і починає працювати в жанрі фоторепортажу. В його інтереси входять вуличні сцени, архітектура, транспортні засоби й представники самих різних професій від пожежного до сестри милосердя. Знімки в його виконанні публікуються на сторінках найвідоміших російських і закордонних журналів, що робить його дуже популярним. Він стає піонером репортажного портрету, фотографує Федора Шаляпіна, Льва Толстого, Іллю Рєпіна. У 1904 році Булла одержує дозвіл знімати «види столиці, а також торжества в Найвищій присутності», і стає Офіційним фотографом Міністерства Імператорського двору, Імператорської Публічної бібліотеки, Управління Санкт-Петербургского градоначальства, Російського товариства Червоного хреста, Імператорського Російського пожежного товариства та ін. Також він був офіційним ілюстратором журналів «Нива», «Огонек», «Петербургская жизнь», «Столица и усадьбы».
У фотомайстерні Карл Булла працює разом із синами, які продовжують справу батька. В 1916 році Карл Булла остаточно передає їм свою фотографічна справа, а сам їде у Естонію на острів Сааремаа, де мирно закінчує свої дні у 1929 році, знімаючи етнографічний матеріал і навчаючи місцевих жителів мистецтву фотографії.

## Сини

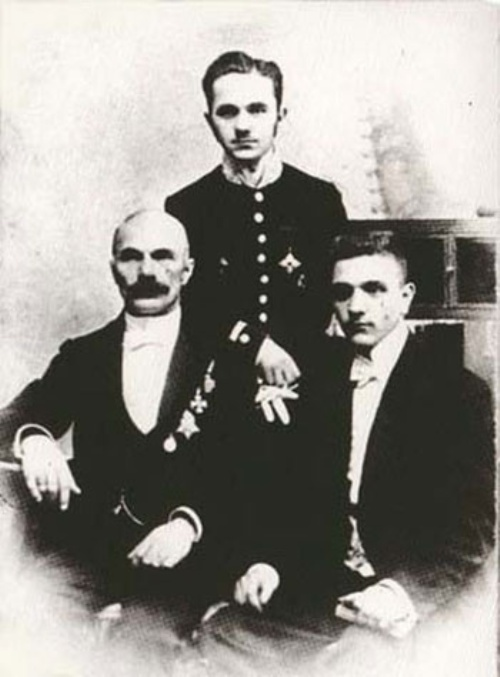
Карл Булла та його сини

Після відставки Карла Булли його фірмою керували його сини, Олександр та Віктор, котрі також стали знаменитими фотографами. Віктор Булла був автором серії фоторепортажів російсько-японської та Першої світової воєн. Згодом знімав події революції в жовтні 1917 року, створив цикл знімків, присвячених Леніну, Зинов'єву, Камєнєву, Сталіну, був штатним фотографом Смольного. Однак за доносом у липні 1938 року він був арештований як німецький шпигун.
Олександр Булла за обвинуваченням у контрреволюції був засланий на Біломорканал. Помер у 1934 році.

## Роботи

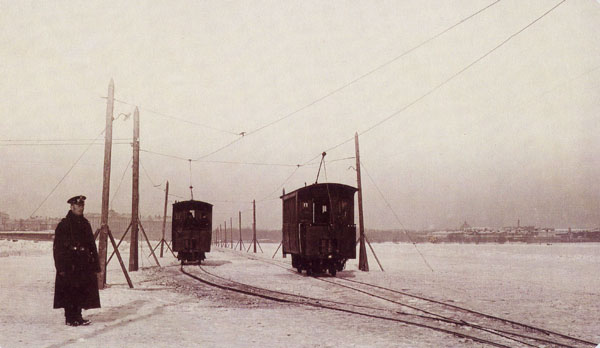
Трамвай на льоду Неви
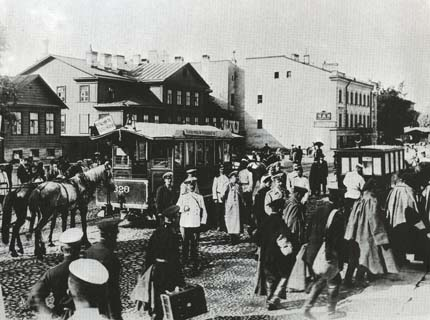
Вулична сцена
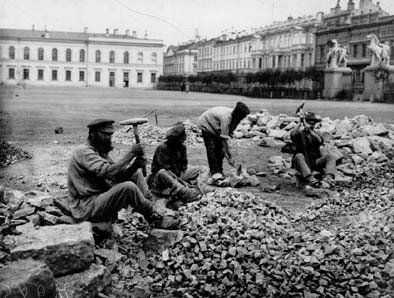
Муляри, 1900-ті
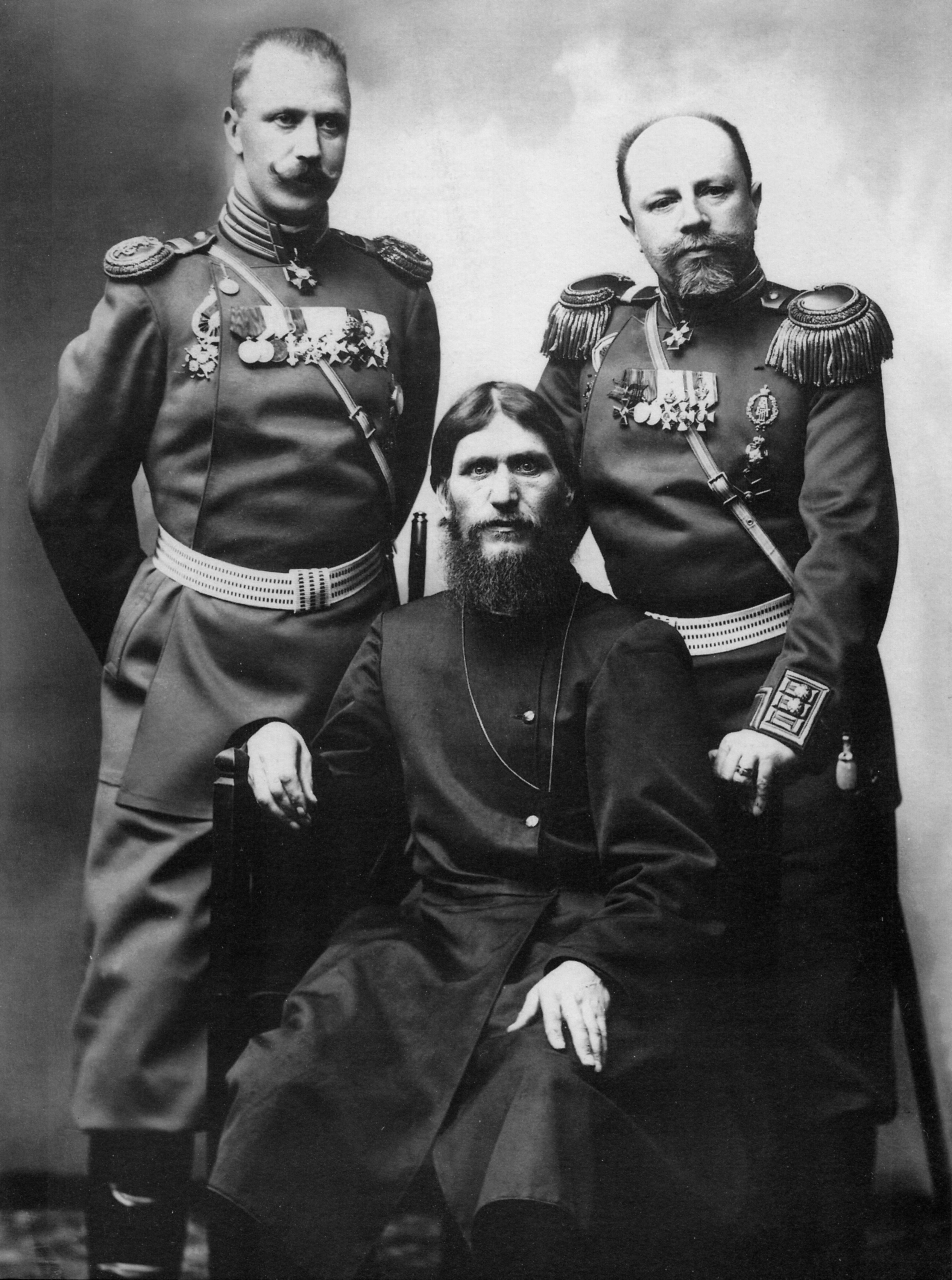
Григорій Распутін, 1904
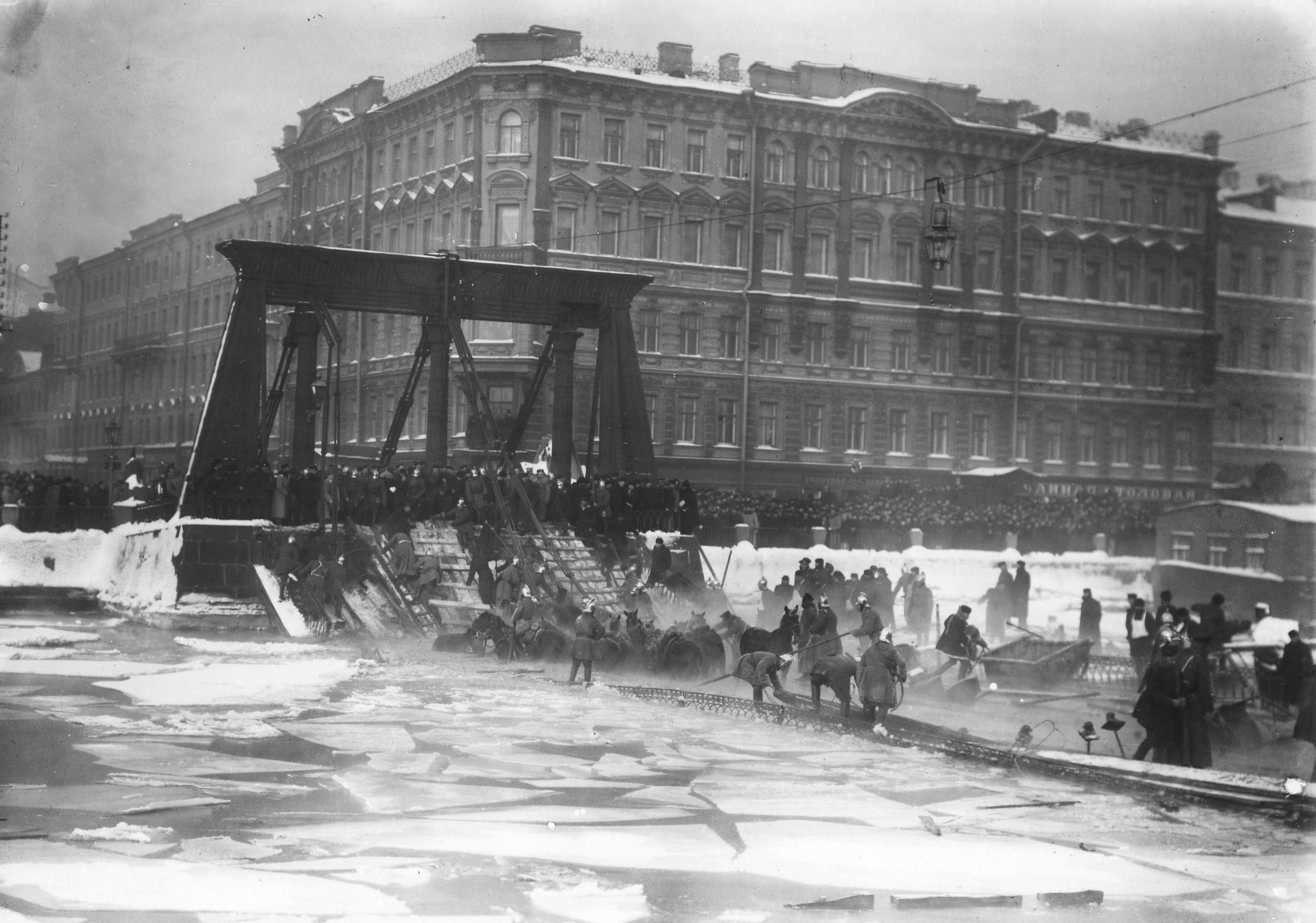
Катастрофа Єгипетського мосту
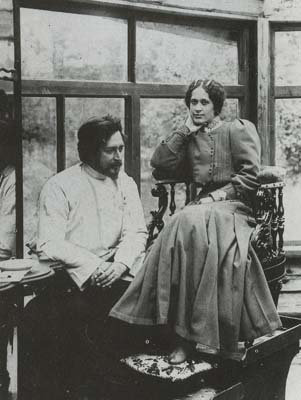
Леонід Андрєєв та його дружина Анна
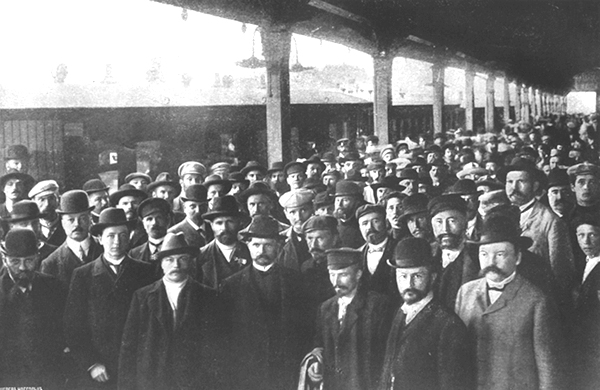
Депутати Державної Думи Росії прибувають у Виборг, щоб підписати антиурядовий Виборзький маніфест, 1906
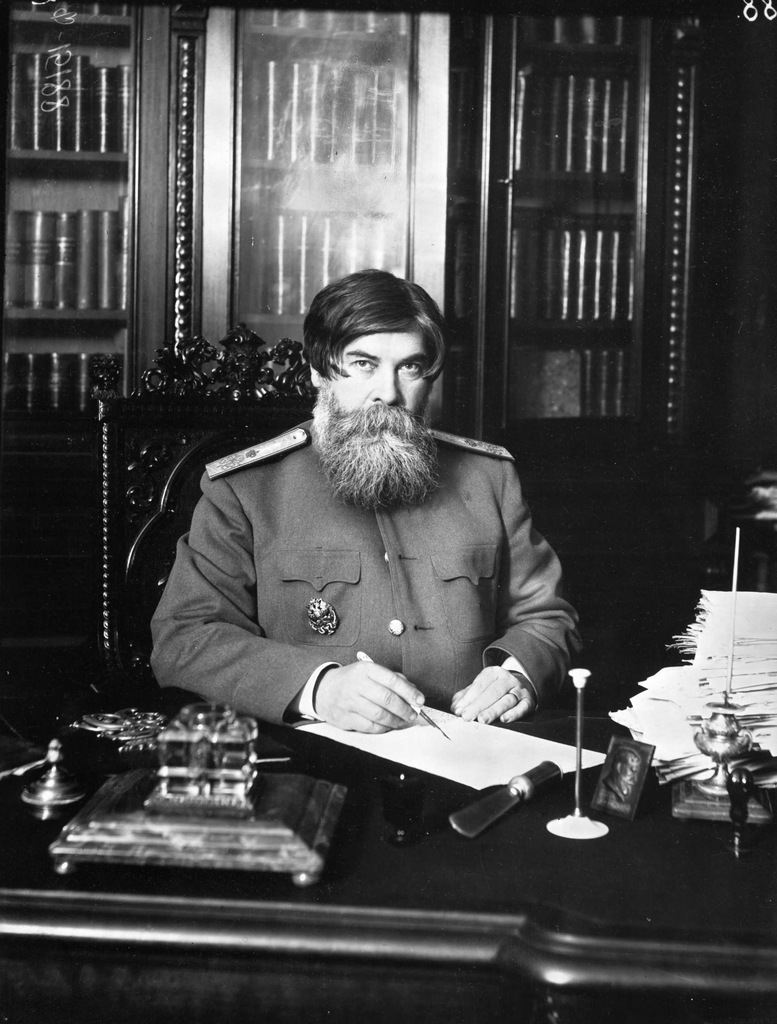
Володимир Бехтєрєв
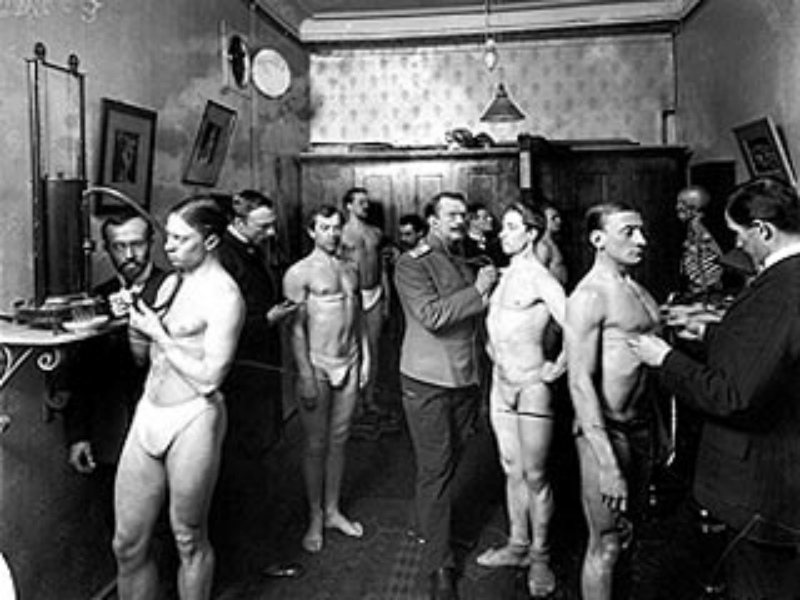
Medical inspection, 1900s
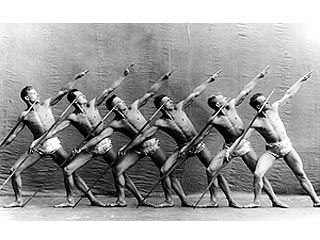
Ballet scene, 1900s
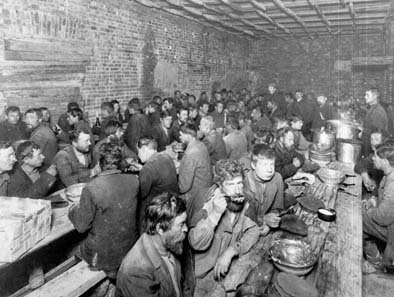
Homeless Shelter, 1910
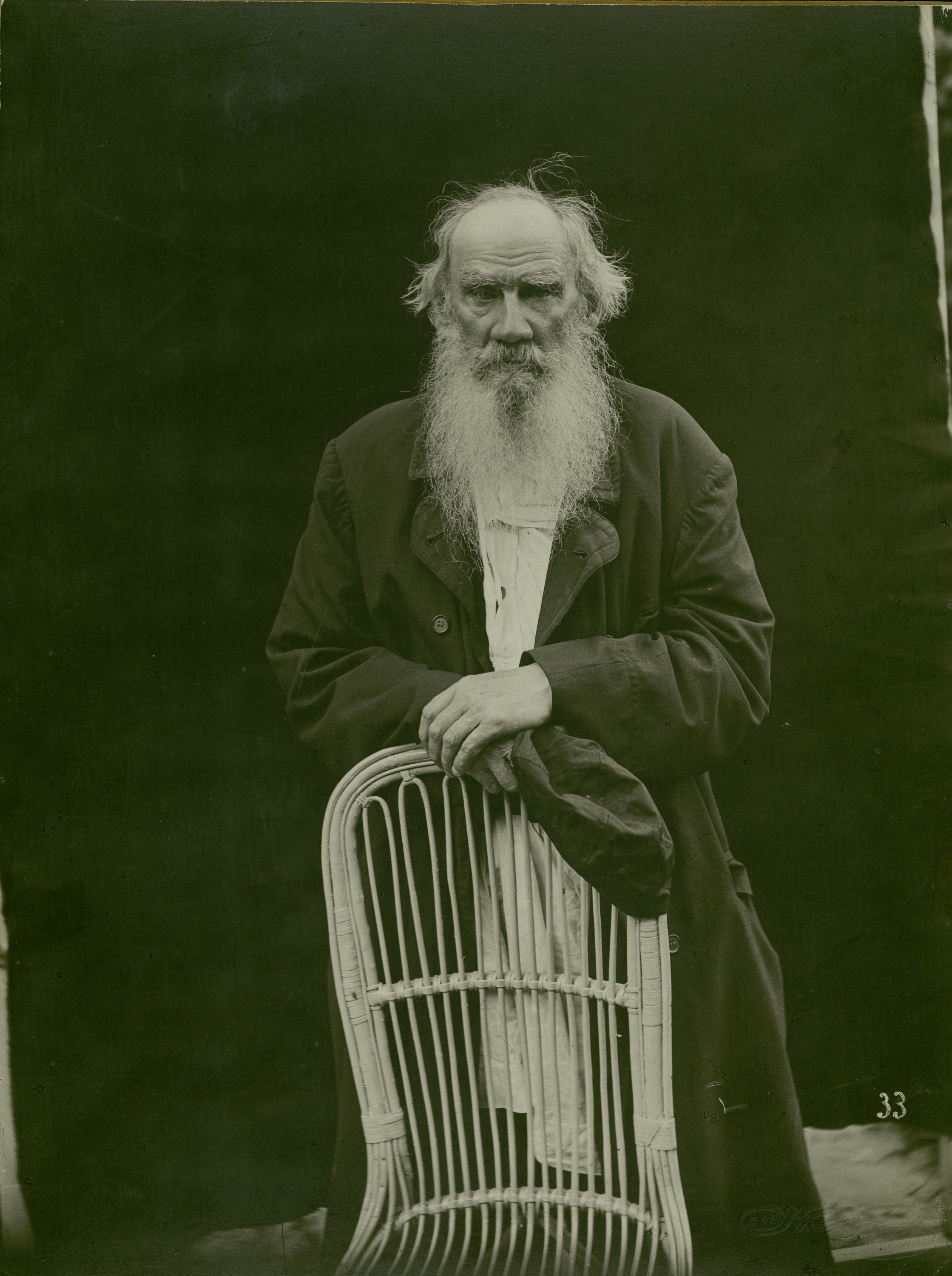
Лев Толстой
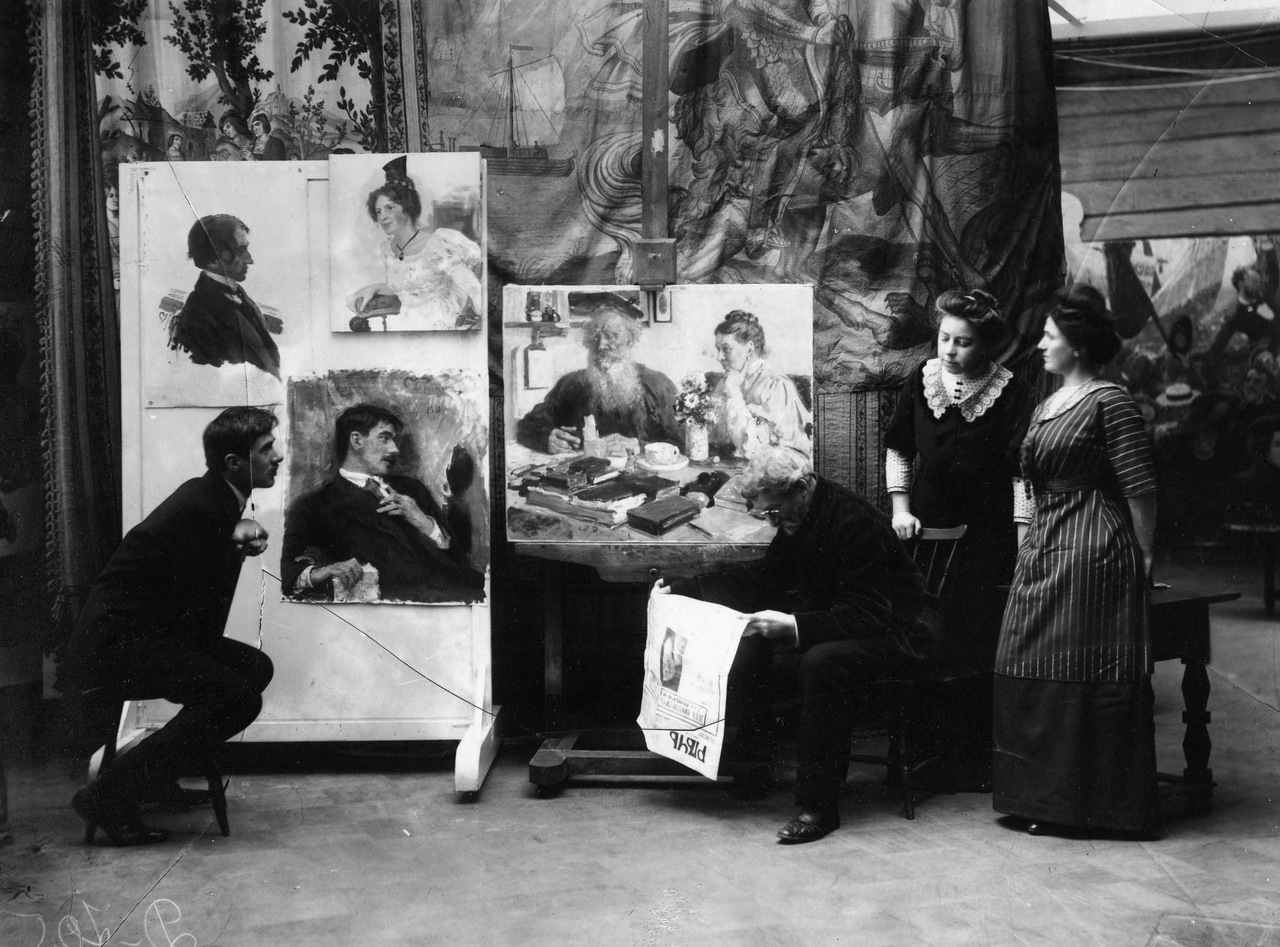
Ілля Рєпін читає повідомлення про смерть Льва Толстого. На фото також Корній Чуковський та Нордман-Северова (дружина Рєпіна).
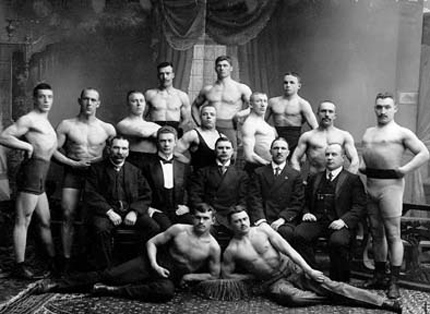
Відкриття клубу "Геркулес", 1912
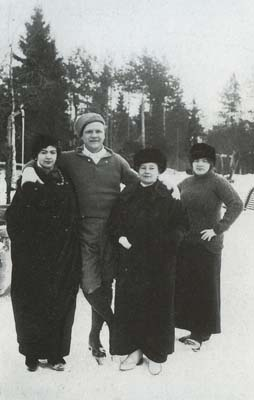
Федір Шаляпін та його друзі на ковзанах, 1914
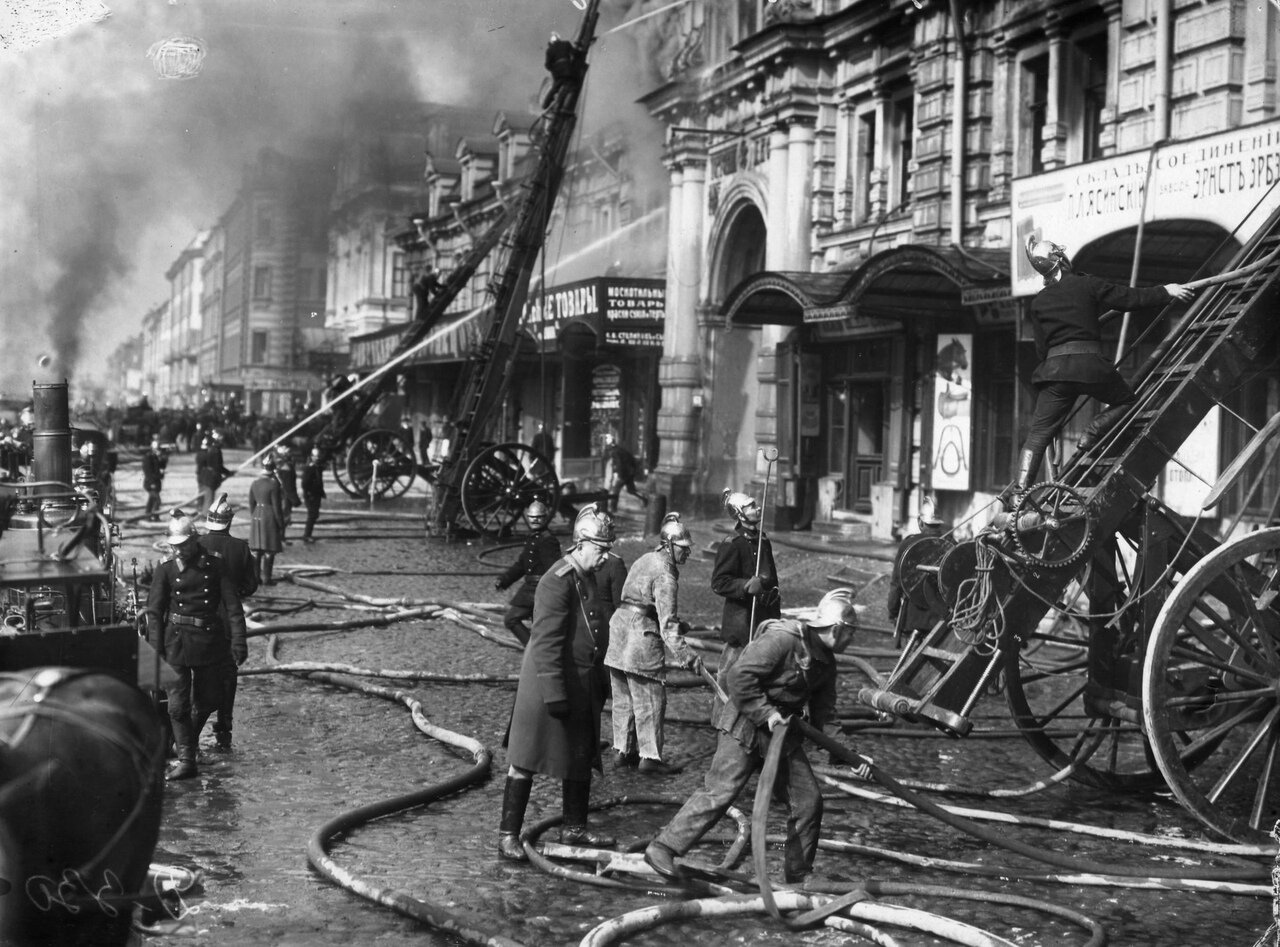
Пожежа Апраксіна двора, червень, 1914
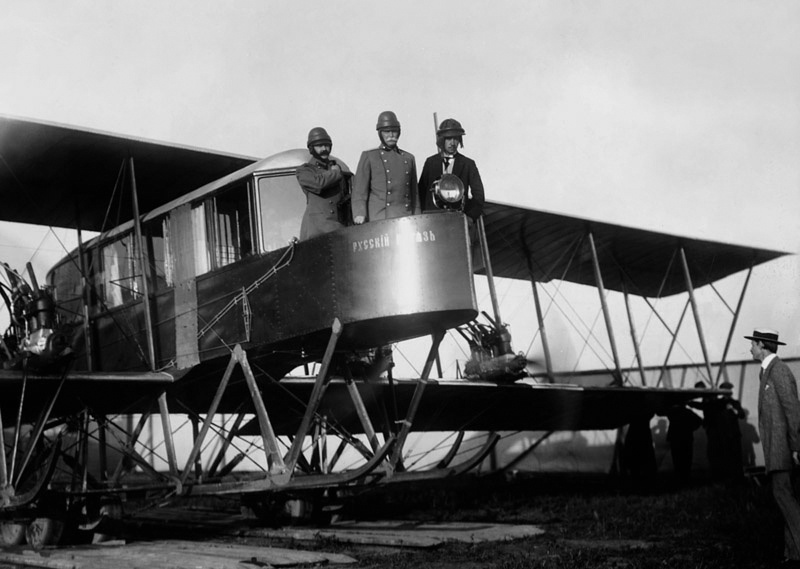
Ігор Сікорський, Genner та Kaulbars на борту літака "Російський витязь", 1915
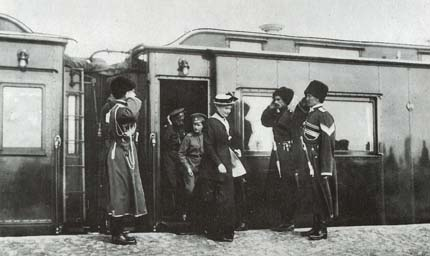
Микола II, Царевич Олексій та Олександра Федорівна прибувають у Ставку, травень 1916